# 小田切直棊
小田切 直棊（おだぎり なおもと）は、江戸時代中期の武士。江戸幕府旗本。

## 経歴
小田切直広の五男として生まれ、のち直広の長男小田切直刻の養子となり、元文3年12月4日（1739年1月13日）家督を継ぐ。同月7日、徳川吉宗に拝謁し、元文5年11月22日（1741年1月9日）、小姓組番士となる。寛延元年（1748年）青山忠朝より丹波国笹山城を賜い、同年12月28日同地に赴いた。宝暦9年3月7日（1759年4月4日）死去した。